# Klenovica
Klenovica je mjesto 8 km južno od Novog Vinodolskog, sastoji se od zaselaka Cvitkovići, Kalanji, Miletići i Žrnovnica. Prva tri zaselka nose nazive po obiteljima koje su se tu naselile potkraj XVII stoljeća. Od Klenovice se proteže preko 100 km dugi, slabo naseljeni pojas obale u podnožju planine Velebit.
Glavna specifičnost Klenovice su mjestimični izvori slatke vode u moru (najpoznatiji su u uvali Žrnovnica). Miješanje slatke i slane vode pogoduje razvoju flore i faune, pa je zona bogata ribom.
Domaće stanovništvo se od pamtivijeka bavi ribarstvom, zidarstvom, a tek početkom 70-ih. godina ozbiljnije i turizmom koji je uz ribarstvo i ugostiteljstvo glavni izvor prihoda Klenovara.
Plaže u Klenovici su 2006. preuređene, te su dodana 3 mala mulića. 
Početkom 2007. počelo je preuređenje kampa.
2012. godine završena je prva faza izgradnje lukobrana u centru Klenovice.

## Stanovništvo
- 2001. – 352
- 1991. – 309 (Hrvati – 286, Jugoslaveni – 9, Srbi – 1, ostali – 13)
- 1981. – 242 (Hrvati – 231, Jugoslaveni – 8, ostali – 3)
- 1971. – 221 (Hrvati – 220, Srbi – 1)

| broj stanovnika | 173   |       | 180   | 197   | 222   | 219   | 208   | 186   | 208   | 185   | 204   | 221   | 242   | 309   | 352   | 307   | 272   |
|                 | 1857. | 1869. | 1880. | 1890. | 1900. | 1910. | 1921. | 1931. | 1948. | 1953. | 1961. | 1971. | 1981. | 1991. | 2001. | 2011. | 2021. |

## Vanjske poveznice
- klenovica.net